# Фабрісіо Анхілері
Фабрісіо Херман Анхілері (ісп. Fabrizio Germán Angileri; нар. 15 березня 1994) — аргентинський футболіст, півзахисник іспанського клубу «Хетафе».

## Ігрова кар'єра

### Молоді роки
Анхілері приєднався до місцевого клубу «Депортіва Хунін» у віці шести років, але незабаром після цього вступив в «Сан-Мартін-де-Мендоса». У віці 12 років він переїхав в Буенос-Айрес і приєднався до молоді «Боки Хуніорс». Після двох років у цій команді він переїхав назад в Сан-Мартін-де-Мендоса, де він лишився, поки він не підписав контракт з «Годой-Крус», коли йому було 17 років.

### «Годой-Крус»
Зі своїм кумиром Мартіном Палермо на посаді тренера «Годой Круса», Angileri дебютував у чемпіонат у матчі проти «Олл Бойз»  9 лютого 2013 року, вийшовши на заміну на 63 хвилині замість Гонсало Кастеллані. В свої перші три сезони (2012-13, 2013-14 і 2014), він провів 15 матчів. Його навіть відправляли в резервну команду, де він зміг проявити себе на позиції нападника, забивши за сезон 18 м'ячів.
Новий тренер Габріель Гайнце дав більше часу молодому гравцю, який отримав можливість провести цілих 15 матчів за сезон (до цього у нього не було можливості зіграти і десятка поєдинків у всіх турнірах за сезон), всі, крім двох, в основному складі. Він також забив свій перший гол у кар'єрі — 4 жовтня проти «Темперлея». Правда, після цього знову пішла низка невдач (травми, погана форма, недовіра з боку тренерів), яка вибила його з ладу на кілька місяців.
З другої половини 2016 року Фабрісіо поступово відвойовав місце в стартовому складі і звернув на себе увагу скаутів багатьох клубів. В аргентинських ЗМІ писали про інтерес до Фабрісіо з боку «Лудогорця», неназваних італійських і іспанських клубів з вищих дивізіонів.
Ще одна важлива зміна в житті аргентинця — переведення на позицію лівого захисника. До цього майже всю свою кар'єру Анхілері провів на флангах півзахисту, але не виділявся там впевненою грою, що частенько позначалася на його шансах потрапити в основний склад.

## Титули і досягнення
- Переможець Рекопи Південної Америки (1):

«Рівер Плейт»: 2019
- Володар Кубка Аргентини (1):

«Рівер Плейт»: 2019
- Володар Суперкубка Аргентини (1):

«Рівер Плейт»: 2019
- Чемпіон Аргентини (1):

«Рівер Плейт»: 2021